# Festuca nigrescens subsp. microphylla
Festuca nigrescens subsp. microphylla é uma subespécie de planta com flor pertencente à família Poaceae. 
A autoridade científica da subespécie é (St.-Yves) Markgr.-Dann., tendo sido publicada em Botanical Journal of the Linnean Society 76(4): 327. 1978.

## Portugal
Trata-se de uma subespécie presente no território português, nomeadamente em Portugal Continental.
Em termos de naturalidade é nativa da região atrás indicada.

## Protecção
Não se encontra protegida por legislação portuguesa ou da Comunidade Europeia.